# Pedro Zaraza
Pedro Zaraza Manrique (1775 – 1825) fue un militar venezolano durante la Guerra de independencia. 

## Biografía
Nació en la población de Chaguaramas, estado Guárico, en el hato “El Eneal” el 28 de junio de 1775. Era hijo de Francisco Antonio Zaraza, de origen español y de Lorenza Manrique. 
A muy temprana edad comenzó a trabajar como peón y rápidamente se hizo un gran conocedor de los oficios del llano. Prestando servicios en el hato “ Patacón” , cercano a Valle de la Pascua

## Independencia de Venezuela
Entabló amistad con el prócer Francisco Espejo y por influencia de este se vincula al movimiento independentista de 1810. La Junta Suprema de Caracas le encarga la misión de levantar un cuerpo de caballería en Chaguaramas y sus alrededores, tarea que no fue difícil para Zaraza, gracias a sus estrechos vínculos con los llaneros de la zona. Es así como comienza su actividad como caudillo llanero, sosteniendo una importante actividad guerrillera en los llanos de Guárico.
Afianzó su prestigio militar en el combate de Espino el 28 de octubre de 1813, al destruir con solo cuarenta hombres las tropas realistas al mando de Bernardino Nogales y Juan Antonio Gedler, quienes contaban con 236 hombres bajo su mando.

### Batalla de Urica y muerte de José Tomás Boves
En el transcurso de esta batalla Pedro Zaraza al mando del escuadrón “Rompe Líneas” logra embestir el ala derecha de los realistas, hasta llegar a José Tomás Boves. Entonces el propio Zaraza o uno de sus soldados consigue alancear y dar muerte al asturiano. Zaraza solo buscó a Boves en el campo de batalla para tomar venganza, ya que este le había asesinado a su mujer.
Respecto de la muerte de Boves, se dice que Francisco Tomás Morales estuvo involucrado, ya que cuando los oficiales realistas se reunieron para decidir quién los dirigiría hizo matar a todos los que opinaron que era mejor reconocer a Cagigal como su oficial superior. Boves fue sucedido por Morales pero este al poco tiempo marchó a la Nueva Granada en la campaña de Pablo Morillo y a la larga la mayor parte de sus hombres pasaron a defender la causa independentista al mando de José Antonio Páez tras los esfuerzos de la élite criolla de incluir a la masa popular a su causa en contra de los españoles.

### Frente a la expedición pacificadora
A partir de allí sus acciones guerreras fueron coronadas por la fama, consiguiendo con este prestigio atraer adeptos para el bando patriota.
Cuando los patriotas se ven derrotados después del desastroso año 1814 y la llegada de la Expedición Pacificadora al mando de Pablo Morillo en 1815, Zaraza junto a jefes como José Tadeo Monagas y Manuel Cedeño, entre otros se encargan de sostener la lucha en el oriente del país. 
En 1816 Zaraza combate a las órdenes del General escocés Gregor MacGregor en El Alacrán, donde tiene una destacada actuación cuando al mando del escuadrón “Valeroso” se precipitó sobre la caballería realista con tal ímpetu, que la hizo replegarse detrás de su infantería y con el apoyo del General José Tadeo Monagas completa su destrucción.
Gracias a sus acciones guerreras logra controlar un amplio territorio, comprendido entre las llanuras de oriente y la entrada de Caracas, de donde nunca pudo ser desalojado por las tropas realistas. Era tal su liderazgo y carisma que sus soldados casi lo veneraban y por el trato paternal que él les daba, comenzaron a llamarlo afectivamente “el viejo Zaraza” o “Taita cordillera” por un mechón blanco que coronaba su cabeza, como la cumbre nevada de una montaña. Zaraza se había casado con Juana Francisca Arzola con quien procreó varios hijos. 
Su ánimo batallador y sus convicciones por la causa de la libertad se vieron puestas a prueba, cuando el General Pablo Morillo le envió varios comisionados proponiéndole que se pasara a las filas realistas, con la promesa de reconocerle el grado de General de Brigada obtenido en el ejército patriota. Ante su negativa, los realistas optan por secuestrar a uno de sus hijos para obligarlo a rendirse, pero de igual modo la respuesta de Zaraza para Morillo fue terminante al decirle que hacer la paz con los tiranos era una traición a la libertad.
Cuando se produce la toma de Guayana en 1817, Zaraza se encarga del aprovisionamiento de ganado para el ejército republicano y participa en el reclutamiento de nuevos contingentes de tropas, lo que hizo posible sostener el gobierno en Angostura y la celebración del congreso. Las tropas realistas al mando de La Torre lo derrotan en la batalla de La Hogaza el 2 de diciembre de 1817 dentro de la ofensiva de Pablo Morillo en el interior de Venezuela conocida como Campaña del Centro.

### Última campaña para la liberación de Venezuela

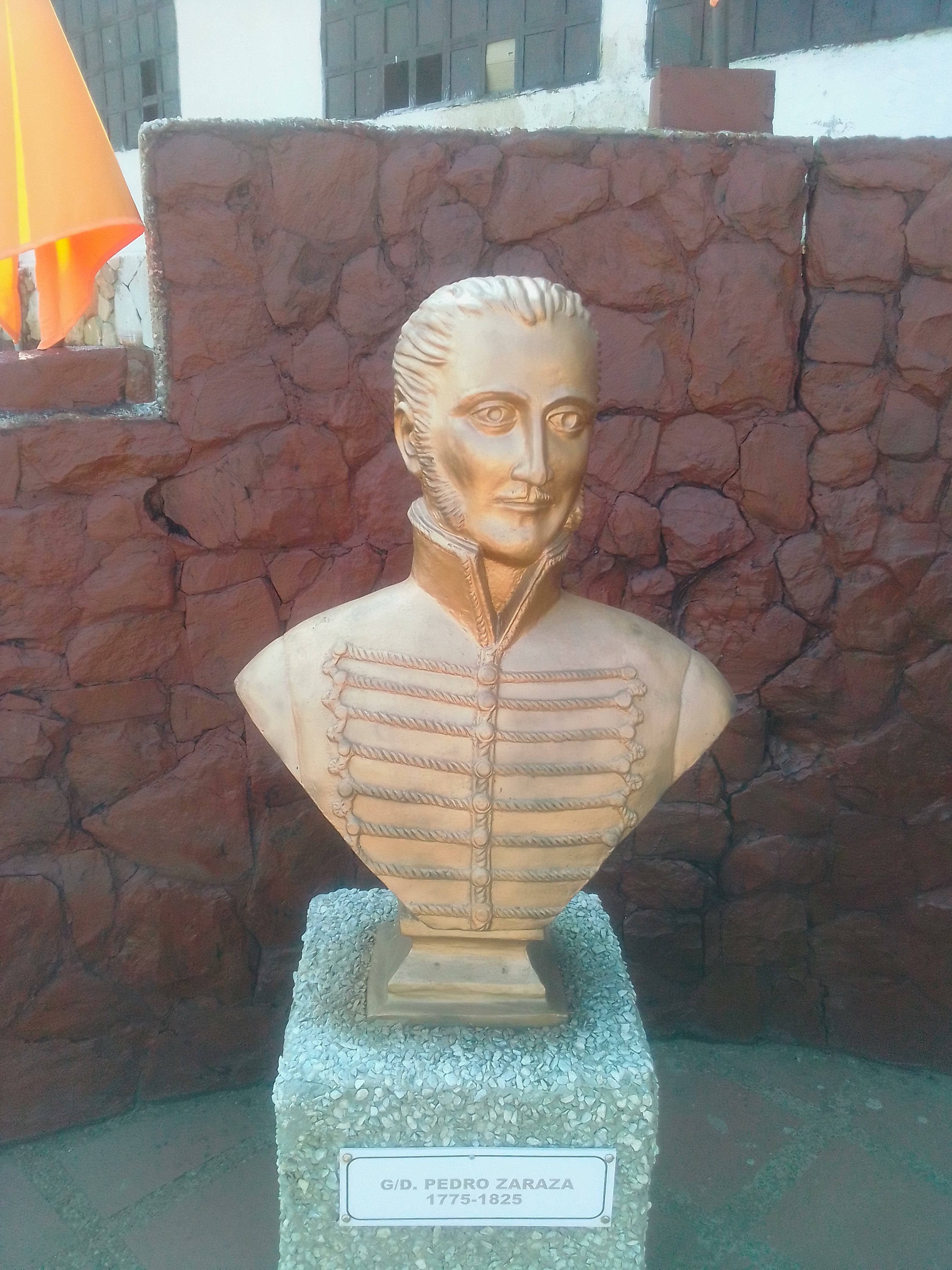
Busto de Pedro Zaraza

Debido a continuas molestias de salud no puede participar en la última campaña para la liberación de Venezuela al lado del ejército patriota comandado por El Libertador Simón Bolívar, solo se limitó a formar parte de las acciones de diversión comandadas por el General José Francisco Bermúdez en los alrededores de Caracas y los Valles del Tuy, previas a la reunión del ejército en Cojedes y a la victoria de Bolívar en la batalla de Carabobo el 24 de junio de 1821. Posteriormente se encarga de destruir a las restantes guerrillas realistas que aún combatían en los llanos.

## Últimos años
Una vez finalizada esta tarea se retira de la vida militar y se radica en la ciudad de Caracas, donde al poco tiempo su salud empeora y fallece el 27 de julio de 1825.